# هاکان ایلماز (وزنه‌بردار)
هاکان ایلماز (ترکی استانبولی: Hakan Yılmaz؛ زادهٔ ۱ آوریل ۱۹۸۲) وزنه‌بردار اهل ترکیه است.
وی در مسابقات کشوری و بین‌المللی در مجموع برندهٔ ۲ مدال طلا، ۱ مدال نقره شده‌است.